# Campeonato Mundial de Vóley Playa de 2023
El XIV Campeonato Mundial de Vóley Playa se celebró en Tlaxcala (México) entre el 6 y el 15 de octubre de 2023 bajo la organización de la Federación Internacional de Voleibol (FIVB) y la Federación Mexicana de Voleibol.
Las competiciones se realizaron en las plazas de toros de las ciudades de Tlaxcala, Apizaco y Huamantla.
Se disputaron dos torneos, el masculino y el femenino. En cada uno compitieron 48 parejas, que fueron divididas en 12 grupos de cuatro equipos para disputar la fase de grupos.

## Calendario
| FP | Fase preliminar | 1/16 | Dieciseisavos de final | 1/8 | Octavos de final | 1/4 | Cuartos de final | 1/2 | Semifinales | F | Finales |

| Octubre de 2023  | 06 Vie | 07 Sáb | 08 Dom | 09 Lun | 10 Mar | 11 Mié | 12 Jue | 13 Vie | 14 Sáb | 15 Dom |
| ---------------- | ------ | ------ | ------ | ------ | ------ | ------ | ------ | ------ | ------ | ------ |
| Torneo masculino | FP     | FP     | FP     | FP     | FP     | 1/16   | 1/8    | 1/4    | 1/2    | F      |
| Torneo femenino  | FP     | FP     | FP     | FP     | FP     | 1/16   | 1/8    | 1/4    | 1/2    | F      |

## Medallistas
| Evento    | Oro                                                | Plata                                               | Bronce                                  |
| --------- | -------------------------------------------------- | --------------------------------------------------- | --------------------------------------- |
| Masculino | Ondřej Perušič · David Schweiner · República Checa | David Åhman · Jonatan Hellvig · Suecia              | Bartosz Łosiak · Michał Bryl · Polonia  |
| Femenino  | Sara Hughes Kelly Cheng Estados Unidos             | Eduarda Santos Lisboa · Ana Patrícia Ramos · Brasil | Kristen Nuss Taryn Kloth Estados Unidos |

## Medallero
| Núm. | País            | Oro | Plata | Bronce | Total |
| ---- | --------------- | --- | ----- | ------ | ----- |
| 1    | Estados Unidos  | 1   | 0     | 1      | 2     |
| 2    | República Checa | 1   | 0     | 0      | 1     |
| 3    | Brasil          | 0   | 1     | 0      | 1     |
| 3    | Suecia          | 0   | 1     | 0      | 1     |
| 5    | Polonia         | 0   | 0     | 1      | 1     |
|      | TOTAL           | 2   | 2     | 2      | 6     |